# Luigi Cagnolaro
Luigi Cagnolaro (Genova, 20 gennaio 1934 – Monza, 26 luglio 2014) è stato uno zoologo e museologo italiano.

## Biografia
Luigi Cagnolaro si diplomò al Liceo - Ginnasio Andrea D'Oria di Genova e successivamente frequentò il corso di laurea in Scienze naturali dell'Università degli Studi di Genova, presso la quale si laureò il 15 luglio 1960 con una tesi sui laghetti del territorio della Valle dell'Aveto.
È stato conservatore della sezione di Zoologia dei vertebrati del Museo civico di storia naturale di Milano dal 1962 (1962–1970), vice-direttore (1971–1995) e infine direttore del Museo civico di storia naturale (1996–2001), fino al collocamento a riposo per raggiunti limiti di età.
Durante i 40 anni della sua collaborazione, e sotto la spinta della sua passione, entusiasmo e competenza, il Museo civico di storia naturale di Milano ha visto crescere significativamente le collezioni di vertebrati e gli spazi dedicati all'educazione, con numerosi diorami raffiguranti ambienti e specie sia in Italia che nel resto del mondo, divenendo uno dei più importanti musei zoologici sia in Italia che in Europa.
Fu Socio della Società Italiana di Scienze Naturali (SISN) fin dal 1961, ne divenne Segretario (1973–1977) e poi Presidente (1984–1994). Dal 16 giugno 1995 fu nominato Socio Benemerito. Dal 1990 al 1993 ha avuto l'incarico di coordinatore nazionale del Centro Studi Cetacei, di cui è stato uno dei fondatori.
Nel biennio 2002-2003 è stato Presidente dell'Associazione Teriologica Italiana (ATIt), rivestendo successivamente, dal 2006 sino alla sua scomparsa, il ruolo di Presidente Onorario.
È stato inoltre membro del Consiglio scientifico dell'Acquario di Genova. Nel 2001 gli venne conferito l'Ambrogino d'oro dal Comune di Milano. Riposa al Cimitero Urbano di Monza.

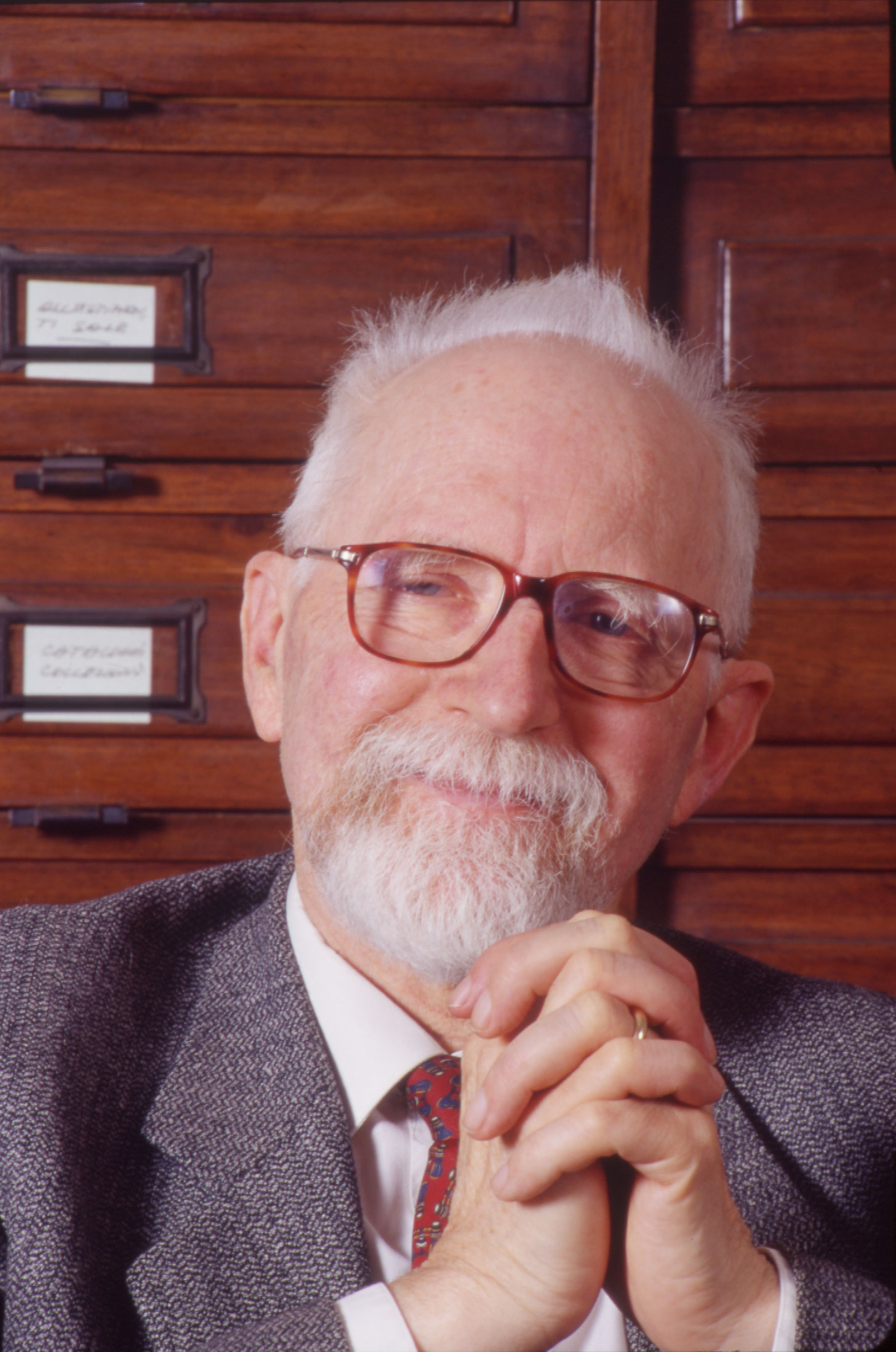
Luigi Cagnolaro al Museo di Storia Naturale di Milano, fotografato nel 2013

Il 20 dicembre 2014 il Centro Studi Cetacei ha intitolato a Luigi Cagnolaro il Centro di Recupero e Riabilitazione Tartarughe Marine di Pescara.
Il 16 dicembre 2014 il Gruppo Cetacei della Società Italiana di Biologia Marina ha istituito un premio dedicato alla memoria di Luigi Cagnolaro.

### L'attività di ricerca e conservazione
Luigi Cagnolaro è considerato il “padre” della cetologia moderna italiana: sin dalla fine degli anni '60 del secolo scorso si dedicò allo studio osteologico dei cetacei
e nel 1985 fu animatore e ispiratore del Centro Studi Cetacei, gruppo di lavoro della SISN, con il quale venne avviato un progetto nazionale di recupero dei cetacei spiaggiati lungo le coste italiane.
Mantenne sempre un vivo ed entusiastico impegno nell'ambito della conservazione della natura attraverso iniziative pubbliche e interventi per la sensibilizzazione e la crescita della cultura naturalistica, con pubblicazioni, seminari e convegni.
Luigi Cagnolaro è stato anche un precursore della museologia moderna. Più di ogni altra cosa egli teneva alla realizzazione a Milano del più grande apparato espositivo italiano
modulato sull'utilizzo di diorami, un progetto di educazione ambientale da lui iniziato e portato avanti, spesso tra mille difficoltà, fin dagli anni '60. In quegli anni, infatti, venne aperta al pubblico la sala di erpetologia, con il diorama dell'anaconda (1965) e successivamente la sala dei Parchi Nazionali Italiani (1972). Il progetto è oggi quasi giunto a compimento, con 77 diorami realizzati, di cui gran parte con il suo coordinamento e tutti progettati da lui nei contenuti generali.

### L'attività di divulgazione e museologica
È autore, tra l'altro, di libri di ornitologia (Uccelli d'Italia, Martello-Giunti, 1975; Uccelli, Giunti, 1998) e coautore di indagini sulla distribuzione in Italia del lupo, della lontra, del gatto selvatico e della lince.
Cagnolaro ha contribuito, in veste di autore ed ispiratore del lavoro, alla pubblicazione che considerava il coronamento di una vita
di studi: la grande monografia della Fauna d'Italia dedicata ai cetacei e la monografia dedicata alle raccolte cetologiche dei musei italiani, quest'ultima sulle pagine di Museologia Scientifica, la rivista dell'ANMS.
Ha collaborato con il Museo di Storia Naturale di Bergamo alla progettazione e all'allestimento della sala dedicata ai mammiferi marini. che espone lo scheletro di una femmina di capodoglio della lunghezza di 9,70 metri.